# زبان نورفکی
زبان نورفکی زبانی است که باشندگان جزیره نورفک در اقیانوس آرام بدان سخن می‌رانند. این زبان آمیزه‌ای از انگلیسی قرن هجدهمی با زبان تاهیتیایی است که توسط پیت‌کرنی‌زبانان جزایر پیت‌کرن به نورفک آورده شد. در کنار انگلیسی، نورفکی نیز در این جزیره زبان رسمی است. با این همه این زبان امروزه یک زبان در خطر نابودی شمرده می‌شود.